# Louis Thienpont
Pour les articles homonymes, voir Thienpont.
Louis-Charles-Joseph-Marie Thienpont, né à Etikhove le 17 avril 1853 et mort à Audenaerde le 2 septembre 1932, est un homme politique belge pour le parti catholique.

## Biographie
Louis Charles Joseph Marie Thienpont, né à Etikhove en 1853 est le petit-fils de Jean Ignace Thienpont (1774 - 1863), homme politique qui fut également président du tribunal de première instance d'Audenarde ainsi que le fils de Camille Thienpont (1819 -1896), marchand de vins à Etikhove-Bossenaere, et de Victoria Van den Bulcke (1819 - 1888). Il épousa à Aalter le 12 juillet 1879 Louisa De Ruyter qui lui donna onze enfants.
Docteur en droit de l'Université catholique de Louvain, il est avocat-avoué à partir de 1878.

## Fonctions et mandats
- Membre de la Chambre des représentants de Belgique pour l'arrondissement d'Audenarde (1887-1919)
- Administrateur de la Compagnie générale des Philippines (1899-1903)
- Administrateur de la Compagnie belge de l'Amérique centrale (1900-1903)
- Administrateur de la Société des mines d'or du Cerrito (Brésil) (1901-1903)
- Président de la Compagnie belge de l'Amérique centrale (1905-1906)
- Président de la Compagnie franco-belge du Guatemala (1909)

## Sources
- Paul Van Molle, Le Parlement belge, 1894-1972, Anvers, 1972
- Le parlement belge, 1831-1894, p. 535
- La Chambre des représentants, p. 402-403

- Ressource relative à plusieurs domaines :   - ODIS